# Desgaste
Desgaste é a perda progressiva de material devida ao movimento relativo entre a superfície e a substância com a qual entra em contato. Está relacionado com interações entre as superfícies e, mais especificamente, a remoção e a deformação do material sobre uma superfície como resultado da ação mecânica da superfície oposta.  A necessidade de movimento relativo entre as duas superfícies de contato e mecânica inicial entre asperezas é uma importante distinção entre desgaste mecânico em comparação com outros processos com resultados semelhantes.

## Tipos de Desgaste

### Desgaste por Fadiga
A definição de fadiga, pela norma ASTM E1823-96 [1996]: “É o processo de mudança localizada, permanente e progressiva na estrutura, que ocorre no material sujeito a flutuações de tensões e deformações que pode culminar em trincas ou completa fratura depois de um número suficiente de flutuações”. De forma mais simples, ela é um tipo de desgaste atribuído a carregamentos cíclicos de duas superfícies em contato mútuo e usualmente ocorre sem perdas progressivas de material. Este tipo de desgaste pode ocorrer em dois modos:

#### Fadiga de contato
O mecanismo de falha chamado de fadiga de contato ou fadiga na superfície é bem comum em alguns componentes mecânicos como rolamentos, engrenagens, rodas de trem e cilindros de laminação. O desgaste devido à fadiga na superfície pode ser caracterizado pela formação de trinca e descamação causada pelo repetitivo e alternado carregamento rolante e deslizante das asperezas na superfície dos sólidos em movimento relativo.
As propriedades dos materiais têm um importante papel no contato de fadiga. Os requerimentos básicos do material para rolamentos é ter suficiente dureza para resistir às tensões do contato, e para isso, é necessário em uma manufatura de rolamentos, rolos e anéis com alta precisão. Aços com alta porcentagem de carbono são os materiais mais amplamente utilizados em contatos rolantes e são relativamente baratos, tendo uma dureza alta quando comparado com outros metais.

#### Fadiga térmica
É um modo de falha importante que ocorre em materiais e equipamentos submetidos a mudanças bruscas e cíclicas de temperatura, como em usinas termoelétricas e termonucleares, cilindros de laminação, turbinas a gás, motores a diesel, turbinas de aeronaves entre outros. No caso das usinas termonucleares, a falha por fadiga térmica corresponde a um problema comum e que pode levar a um acidente tipo LOCA (Loss Of Coolant Accident) ou “acidente por perda de refrigerante”. A Fadiga Térmica provoca tensões e deformações em componentes metálicos por causa de flutuações cíclicas de temperatura, causando danos semelhantes a choques térmicos repetitivos.

#### Curva S-N
O desempenho de materiais em fadiga normalmente é caracterizado pela "curva S-N", também conhecida como "curva de Wöhler", que é um gráfico de magnitude de tensão (S) por número de ciclos (N) em escala logarítmica.

### Desgaste por fricção
Quando um corpo se desloca em contato com outro, existe uma força, chamada atrito ou fricção, em direção oposta ao sentido do movimento. 
Esta força é proporcional à força de contato entre os corpos; a constante de proporcionalidade é chamada de coeficiente de atrito entre os corpos específicos (cada superfície e corpo tem um coeficiente diferente). 
Esta força existe porque as superfícies em contato não são perfeitas; há saliências e reentrâncias que se opôem ao movimento. 
Se as superfícies forem lixadas e/ou um lubrificante for usado, o coeficiente diminui muito porque estas saliências e reentrâncias desaparecem (pela lixa) ou ficam separadas uma da outra (lubrificante).

### Desgaste por erosão
O desgaste por erosão é caracterizado pela remoção de material pelo impacto na superfície de partículas sólidas presentes em um determinado fluído. Esse tipo de desgaste é encontrado em peças de máquinas, tais como pás de ventiladores, exaustores industriais, pás de turbinas de hidrelétricas, distribuidores de adubos, tubulações, entre outros.
E é importante se ter a noção desse fator porque as ligas aplicadas vão ser diferentes de acordo com o tipo de ambiente. No desgaste por erosão em algumas situações a peça chega a furar e perder a eficiência no processo e parar o equipamento.
O desgaste por erosão em baixa temperatura requer uma liga de carboneto de tungstênio, porque o carboneto de tungstênio é muito aplicado em temperaturas de até 450 graus centígrados. Acima dessa temperatura o aço começa a ter corrosão e a partir daí torna-se necessário outra liga que é o carboneto de cromo.
O carboneto de cromo vai suportar temperaturas de até 900 graus centígrados sem corroer e vai ter uma elevadíssima resistência à erosão nesta temperatura. As principais situações de aplicação desse revestimento são peças de equipamento de jateamento onde as partículas passam em altíssima velocidade em ângulos baixos e geram muito desgaste por erosão e em tubos de caldeira por exemplo.

### Desgaste por cavitação
O mecanismo de desgaste por cavitação ou corrosão por cavitação é uma forma de desgaste feito através de  qualquer líquido que contenha bolhas gasosas ou vaporosas, que servem como núcleos de cavitação. Quando a pressão é reduzida a um determinado nível, as bolhas se tornam o repositório de vapor ou de gases dissolvidos. O resultado imediato dessa condição é que as bolhas aumentam rapidamente de tamanho. Posteriormente, quando as bolhas entram em uma zona de pressão reduzida, elas tomam um tamanho reduzido como resultado da condensação de vapores que elas contêm.
Este processo de condensação surge de modo rápido, acompanhado por choques hidráulicos, emissão do som, destruição dos laços materiais e outros fenômenos indesejáveis. Um aspecto crítico do processo de desgaste da cavitação é a destruição da superfície e do deslocamento de material causado pelo alto movimento relativo entre uma superfície e o fluido exposto. Como resultado de tais movimentos, a pressão local do líquido é reduzida, o que permite à temperatura do fluido chegar ao ponto de ebulição, formando pequenas cavidades de vapor. Quando a pressão retorna ao normal (sendo maior do que a pressão de vapor do fluido), implosões ocorrem gerando as bolhas de vapor ou cavidades em colapso. Este colapso de bolhas provoca ondas de choque que produzem forças de alto impacto em superfícies metálicas adjacentes. Este encruamento causa fadiga e cavitação. 
As causas do desgaste por cavitação estão relacionadas ao material empregado na construção da peça, ao acabamento e ao perfil hidráulico da supefície. 

### Desgaste por adesão
O desgaste adesivo se dá pela junção localizada no meio de superficies solidas em contato, o que causa transferência de partículas solidas de um ponto da peça à outra parte, ou perda de uma dessas partículas. Materiais sólidos tendem a se unir com esse tipo de desgaste. 
Na pratica, qualquer superfície possui asperezas, até mesmo aquelas que são extremamente limpas ou polidas possuem sinuosidades, que tendem a junção a medida que entram em contato, a adesão ocorre nos contatos destas asperezas. A área de contato real entre duas superficies é muito inferior a área aparente entre duas superficies, de tal forma que  a pressão entre essas asperezas pode ser  extremamente alta, o que pode levar a deformação plastica em algumas asperezas em contato muito intimo, levando assim a uma condição em que estas sinuosidades se ligam e provocam a ligação entre essa superficies.
Tal desgaste em geral ocorre em cooperação com algum outro tipo de desgaste, pois a adesão ocorre em função da perda de partículas e realojamento, o que em geral já ocorre em função de algum tipo de desgaste.

### Desgaste abrasivo
O desgaste abrasivo é o tipo de desgaste ocasionado por partículas e protuberâncias localizadas nas superfícies dos materiais, que são forçadas umas contra as outras ao longo da superfície de contato. Logo, a perda de material ocorre devido ao roçamento das partículas com os materiais atritados, que desgastam as superfícies dos mesmos.
O desgaste abrasivo pode ser de dois tipos:
- Desgaste abrasivo entre dois corpos: Ocorre quando as partículas responsáveis pelo desgaste dos materiais se encontram aderidos a superfície dos mesmos. Ou seja, as protuberâncias ainda se encontram junto aos materiais atritados.

- Desgaste abrasivo entre três corpos: Ocorre quando as partículas responsáveis pelo desgaste dos materiais não se encontram aderidos a superfície dos mesmos. Ou seja, as partículas se encontram soltas entre as duas superfícies atritadas, fazendo com que o atrito ocorra entre três corpos distintos.

O desgaste abrasivo pode ocasionar uma série de problemas no material em principalmente em sua superfície, tais como:
- Corte: Ocorre quando o roçamento das partículas abrasivos ocasionam na remoção de uma pequena lasca de material, criando um pequeno sulco na superfície do material.

- Fratura: Devido ao desgaste constante, pode ocorrer fraturas na superfície do material. Geralmente, este tipo de problema ocorre em materiais frágeis, como cerâmica.

- Destacamento de grão: Ocorre quando o atrito entre os materiais faz com que o mesmo perca partículas de sua superfície. Estas partículas, por sua vez, se tornam partículas de desgaste soltas entre os materiais, ocasionando desgaste entre três corpos.

A equação de Archard, analisa o desgaste dos materiais. Ela diz que a quantidade de material removido é diretamente proporcional a distância percorrida e a carga aplicada no sistema e inversamente proporcional a dureza do material. Logo, a resistência de certo material ao desgaste é o inverso da quantidade de material removido.
Uma das melhores maneiras de evitar e reduzir o desgaste abrasivo é a utilização de lubrificantes, que são fluídos que tendem a reduzir o atrito entre os materiais. Contudo, é importante que a espessura do filme lubrificante seja maior que as partículas abrasivas, pois caso contrário o desgaste não será completamente evitado.
O desgaste abrasivo é um dos principais problemas da mecânica atual e um dos grandes problemas ocasionados pela má utilização de lubrificantes.